# Serra de Vicent (Ivars de Noguera)
La Serra de Vicent és una serra situada al municipi d'Ivars de Noguera a la comarca de la Noguera, amb una elevació màxima de 532 metres.